# A's As Is
A's As Is er den danske guitarist og sangskriver Aske Jacobys femte studiealbum som soloartist.
Albummet er indspillet og mixet i Sweet Silence studierne i København og udkom 1. februar 2019 på Askes eget selskab Giant Birch. Bortset fra korassistence af sanger Kristoffer Sonne sang og inspillede Jacoby selv alle instrumenter på albummet. 
Åbningsnummeret "Lost at Sea" blev siden brugt som titelmusik til TV2's populære TV-serie "Sommerdahl" - en serie Jacobys samlever, Lolita Bellstar, skrev manuskriptet til.

## Spor
1. "Lost at Sea" - (04:42)
2. "Already Dead" - (04:21)
3. "Sequoias in the Woods " - (05:24)
4. "Intensively Yours" - (04:13)
5. "War" - (08:18)
6. "My Heart Is an Empty House" - (03:29)
7. "Tide" - (02:11)
8. "The Thread" - (03:51)